# Rogier van der Weyden
Rogier van der Weyden (1399./1400. – 18. lipnja 1464.)  je bio flamansko-nizozemski slikar rane sjevernoeuropske renesanse. 

## Životopis
Van der Weyden na nizozemskom znači: „od pašnjaka“. Rogier je u svom rodnom Тournaiju, već 1427. godine postao učenikom slavnoga slikara Roberta Campina, poznatog kao „Majstor iz Flemalea“. 
Službeni slikar grada Bruxellesa postao je 1435. god., a potvrđeno je kako je boravio u Italiji od 1440. – 1450-ih (u Rimu, Firenci i Ferrari). Začudo, ova posjeta nije utjecala na njegov osebujni slikarski stil. Ostatak života proveo je u Bruxellesu.
Kao izuzetno utjecajan slikar, van der Weyden je polovicom 15. stoljeća ustanovio radionicu uživajući veliki ugled i izvan vlastite zemlje, a tehnička spretnost i samopouzdanje naveli su ga na preuzimanje monumentalnih narudžaba. Poznavali su ga i posjećivali mnogi talijanski umjetnici s kojima je razmjenjivao ideje i tehnike, a u svom ga djelu De Icona (O slici) spominje i talijanski humanistički teolog Nikola Kuzanski.

## Djelo
Rogierove žive i izražajne, ali suptilne slikarske kompozicije, snažno su utjecale na Flamansku i Njemačku umjetnost. Njegova djela su u Italiji potakla umjetnike da populariziraju uljene boje. 
Premda nije poznavao Jan van Eycka, sigurno je bio upućen u njegov rad jer je način na koji je upotrebljavao uljene boje i pozornost detaljima svojstveno obima autorima. Naime, važnije mu je prikazivanje ljudskih osjećaja od lirskog realizma, što se može vidjeti po emotivnosti i dramatičnosti kompozicija kao što je njegovo remek-djelo „Skidanju s križa“ (1435. – 40.), djelo koje je daleko snažnije i emotivnije od djela Roberta Campina i Jana van Eycka. Također je van der Weyden, za razliku od Van Eycka, imao običaj da nacrta detalje prije nanošenja boje.
Umjetnička ocjena o njemu se temelji na još nekoliko djela koja mu se pripisuju, među kojima je i Posljednji sud (1444. – 1448.) naručen za Hôtel-Dieu (konačište za hodočasnike) u burgundskom gradiću Beaune. To je veliko, ambiciozno djelo koje na devet drvenih ploča prikazuje konačno suđenje dušama.
Njegov najznačajniji učenik je bio Hans Memling.

### Najvažnija djela
- Skidanje s križa (1435. – 1440.), Prado, Madrid
- Sveti Luka slika Gospu (1435. – 1440.), Muzej umjetnosti, Boston
- Oltar Miraflores (око 1440)., Državni muzej, Berlin
- Oltar s raspelom (1445.), Muzej povijesti i umjetnosti, Berlin
- Vladelin triptih (1445. – 1450.), Državni muzej, Berlin
- Sveti razgovor (1450)., Državni muzej, Frankfurt
- Braque triptih (1450)., Louvre, Pariz
- Posljednji sud (1451.), Hospital, Beaune (Francuska)
- Poklonstvo mudraca (око 1455.), Stara pinakoteka, München
- Portret kralja Filipa Dobrog (око 1456. – 1458.), Muzej umjetnosti, Antwerpen
- Portret Karla Smjelog (око 1456. – 1458.), Muzej umjetnosti, Bruxelles
- Bogorodica s djetetom (1460.), Državni muzej, Berlin
- Francesco d'Este (око 1460.), Metropolitan muzej, New York
- Oplakivanje Krista (1465.),  Državni muzej, New York

## Galerija
- Portret mlade žene
- Posljednji sud
- Detalj Posljednjeg suda
- Portret Filipa Dobrog
- Oplakivanje Krista
- Poliptih Rođenja Krista
- Poklonstvo mudraca
- Francesco d'Este

## Vanjske poveznice
- Rogier van der Weyden na Web Gallery of Art
- Rogier van der Weyden (online galerija)